# Cyanoboletus
Cyanoboletus — рід грибів родини Boletaceae. Назва вперше опублікована 2014 року.

## Класифікація
До роду Cyanoboletus відносять 7 видів:
- Cyanoboletus brunneoruber
- Cyanoboletus flavosanguineus
- Cyanoboletus hymenoglutinosus
- Cyanoboletus instabilis
- Cyanoboletus pulverulentus
- Cyanoboletus rainisii
- Cyanoboletus sinopulverulentus